# Moana Pozzi
Anna Moana Rosa (Moana) Pozzi (Lerma, 27 april 1961 – Lyon, 15 september 1994) was een Italiaans pornoactrice, model en politica.

## Biografie

### Jeugd
Pozzi woonde als tiener in Canada en Brazilië, en kwam als dertienjarige terug naar Italië. Toen haar familie zes jaar later naar Lyon verhuisde, ging ze in Rome wonen. Hier leerde ze acteren en werkte als model. In 1981 speelde ze in haar eerste pornofilm, Valentina, ragazza in calore, onder het pseudoniem Linda Heveret.

### Schrijver
In 1991 bracht Pozzi haar eerste boek uit, La filosofia di Moana, waarin ze haar liefdesrelatie met twintig beroemdheden beschreef.

### Politiek
In 1992 richtte Pozzi samen met Cicciolina de Partito dell'Amore (PdA, partij van de liefde) op, en hoewel de partij nooit verkozen werd in het parlement, leverde het wel veel publiciteit op en werd Pozzi veel gevraagd om in televisieshows te komen.
In 1993 probeerde Pozzi om burgemeester van Rome te worden.

### Overlijden
In 1994 bracht Pozzi een bezoek aan India, waar ze met hepatitis B besmet werd, waar ze leverkanker van kreeg. Hierdoor werd ze erg ziek en kon haar eten niet meer binnen houden. Ze ging terug naar Lyon, waar ze in een kliniek behandeld werd. Ze viel enorm af, en kwam in Lyon te overlijden op 33-jarige leeftijd.
In 2004 schreef Brunetto Fantauzzi, voormalig voorzitter van haar fanclub, de biografie van Pozzi.

## Filmografie

### Reguliere films
- La compagna di viaggio (1980)
- Miracoloni (1981)
- Borotalco (1982)
- W la foca (1982)
- Vieni avanti cretino (1982)
- Killing of the Flesh (1983)
- Escape from the Bronx (1983)
- Paulo Roberto Cotechiño centravanti di sfondamento (1983)
- Vacanze di Natale (1983)
- Good King Dagobert (1984)
- ...e la vita continua (1984) - miniserie
- I pompieri (1985)
- Ginger & Fred (1986) (onvermeld)
- Doppio misto (1986) - televisiefilm
- I vizi segreti degli italiani quando credono di non essere visti (1987) - documentaire
- Provocazione (1988)
- Ecstasy (1989)
- Diva Futura - L'avventura dell'amore (1989)
- Gioco di seduzione (1990)
- L'odissea (1991) - televisiefilm
- Amami (1993)

## Albums
- Impulsi di Sesso[2]

## Trivia
- Moana is Hawaïaans voor 'het punt waar de zee het diepst is'.
- Mario Verger bracht een korte animatieserie over Pozzi uit, met de titel Moanaland.[3]
- In 2016 bracht Disney de film Moana uit onder de naam Vaiana omdat de Amerikaanse naam in Italië te veel aan de pornoactrice Pozzi zou doen herinneren,[4] hoewel de film in Italië werd uitgebracht als Oceania. Daarbij was Moana in de EU al een geregistreerd handelsmerk.[3]

- Biblioteca Nacional de España: XX1360864
- Bibliothèque nationale de France: cb14217344d (data)
- Gemeinsame Normdatei: 129860328
- International Standard Name Identifier: 0000 0000 7778 0384
- Library of Congress Control Number: n2004007271
- MusicBrainz: cd65fb4d-f148-4ad3-ae22-348d8c6a1cfe
- Nationale Bibliotheek van Polen: a0000003411993
- Istituto Centrale per il Catalogo Unico: PUVV381650
- Système universitaire de documentation: 245349537
- Union List of Artist Names: 500342132
- Virtual International Authority File: 49149106265168492254